# کوه مرو (اسطوره)
کوه مرو (سومرو) (به انگلیسی: Mount Meru)، نام کوه طلایی اسطوره‌ای هندو، نشانهٔ مرکز جهان است. در اساطیر مختلف چنین مفهومی وجود دارد.

## هیمالیا
«هیمالیا» رشته کوهی که در اساطیر هند از جایگاه ویژه ای برخوردار است. بزرگ‌ترین کوه اسطوره ای از رشته کوه‌های هیمالیا «مرو» نام دارد که بر قلهٔ آن محور سه جهان و جایگاه خدایان بزرگی چون ایندرا و برهما قرار دارد. اکثر پوراناها (مجموعه ای از مهم‌ترین متون مقدس در آیین هندو، آیین جین و بوداگرایی) توصیف‌های گوناگونی از دنیاهای متنوع خدایان، اجداد و انسان به دست داده‌اند. کوه مقدس مرو که مرکز این طرح پیچیده به‌شمار می‌آید، در میانهٔ آسمان سر برکشیده است و افزون برشماری از خدایان، الهه‌ها، حکیمان و نیمه خدایان در قلهٔ آن زندگی می‌کنند.

## بهگود گیتا
در بهگود گیتا مقرّ خدایان برفراز هیمالیا است. در حماسهٔ مهابارات (مهاباراتا) هیمالیا جایی برای عزلت و کوه مرو شهر خدایان معرفی شده است که ۳۳ کرور خدا بر کوه مرو یا پیرامون آن سکونت داشته‌اند.
زیر کوه مرو هفت جزیرهٔ قاره ای متحدالمرکز شکل می‌گیرد که جهان را تشکیل می‌دهد.

## مهاباراتا
در حماسهٔ مهابارات هیمالیا جایی برای عزلت و کوه مرو شهر خدایان معرفی شده است که ۳۳ کرور خدا بر کوه مرو یا پیرامون آن سکونت داشته‌اند. غلوی که در شبه قاره در تجمع آن همه خدا در کوه به عمل آمد، ناشی از باور بومیانی بود که زمانی به شبه قاره مهاجرت کردند.
در مهابهارات پسر ایندرا «ارجونا» جنگجوی بزرگ ساکن کوه مرو است که ورود قهرمانان دو لشکر و کسانی را که وظایف جنگی شان را به خوبی انجام داده‌اند، به بهشت خوشامد می‌گوید.
در بسیاری از روایات اساطیری، بهشت ایندرا جایگاه موقتی یا جاودان جنگجویان است.

## اوپانیشادها
در اوپانیشادها خدای «ایندرا» به کوه کیهانی می‌رود تا قصری برای خود بنا کند. کوه کیهانی، کوه مرکزی جهان است.

## کوه نماد مرکز است
مرکز ارتباط نزدیکی با امر قدسی و قداست دارد. بر قلهٔ بزرگ‌ترین کوه اسطوره‌ای «کوه مرو» که در مرکز جهان قرار دارد، محور سه جهان است.

## بودیسم

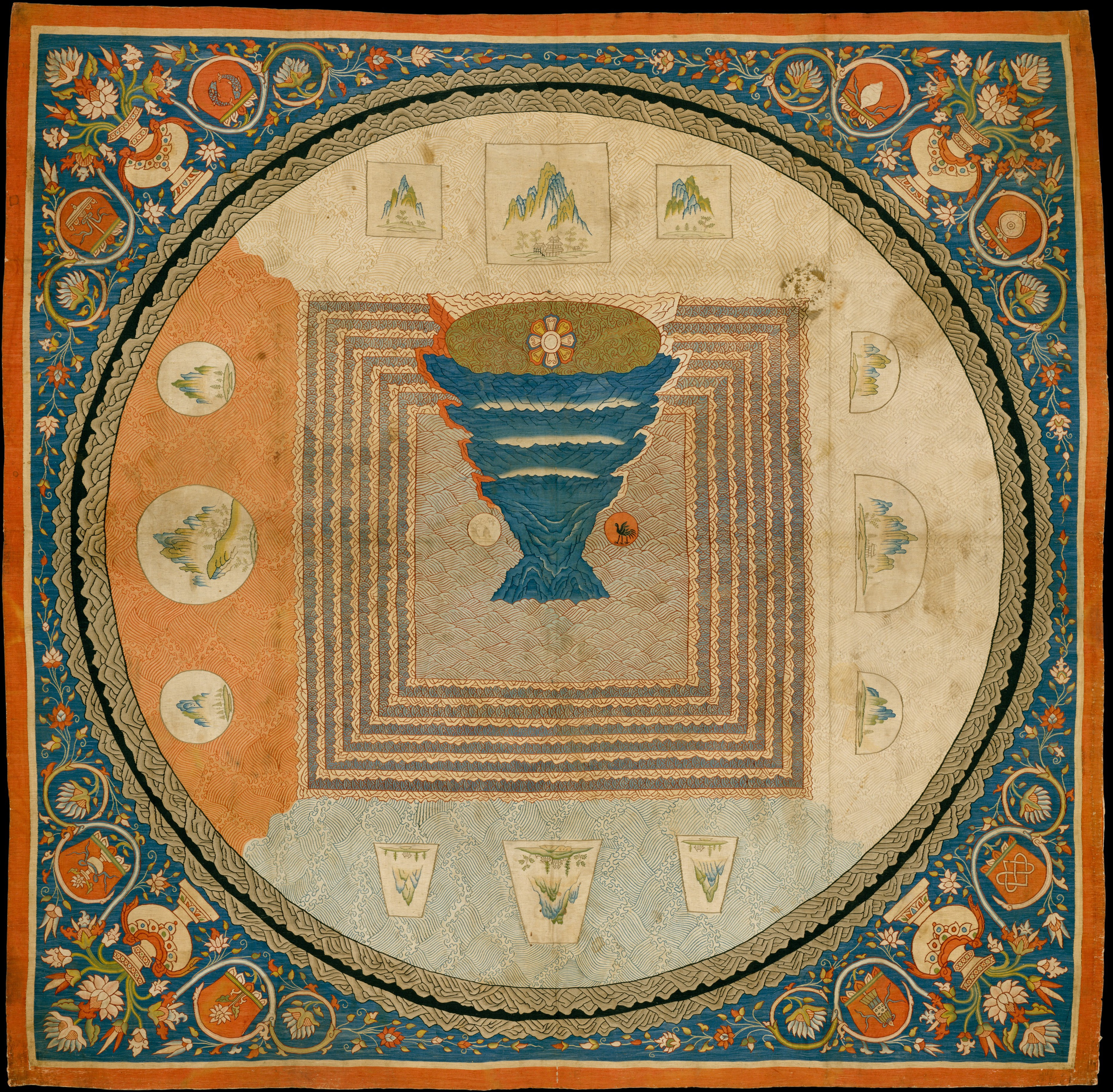
ماندالای کیهانی با کوه مرو

در کیهان‌شناسی بودایی پیرامون قلهٔ کوه مرو بهشت و آسمان چهار شهریار بزرگ قرار دارند. بر فراز این آسمان، «بهشت سکره» (ایندرا) و ۳۳ خدای آن قرار دارد. بر بلندای این آسمانها درقلهٔ کوه مرو، ۲۴ آسمان دیگر یکی بر فراز دیگری، همه به نور
خود روشن قرار دارند. شش آسمان از آنها جایگاه لذت برندگان از احساس و شعور و ۲۰ آسمان دیگر «چینه لوکه‌ها» (قلمرو نگرش مجرد) و «آروپه لوکه‌ها» (جهان‌های بی‌شکل) جایگاه انسان‌هایی چون بوداییان و ارهت‌ها است. دره‌های این کوه مأوای اهریمنان دامنه‌های کوه مرو همچنین جایگاه ارواحی چون «گندهروه» و «آپساره» است.
جهان بودایی «چکره واله» نام دارد که از سه بخش فراز، پیرامون و زیر «کوه مرو» تشکیل می‌شود. در بخش زیرین این جهان ۱۳۶ دوزخ قرار دارد که هریک از این دوزخ‌ها برای گروهی خاص از گناهکاران است.

## جینیسم

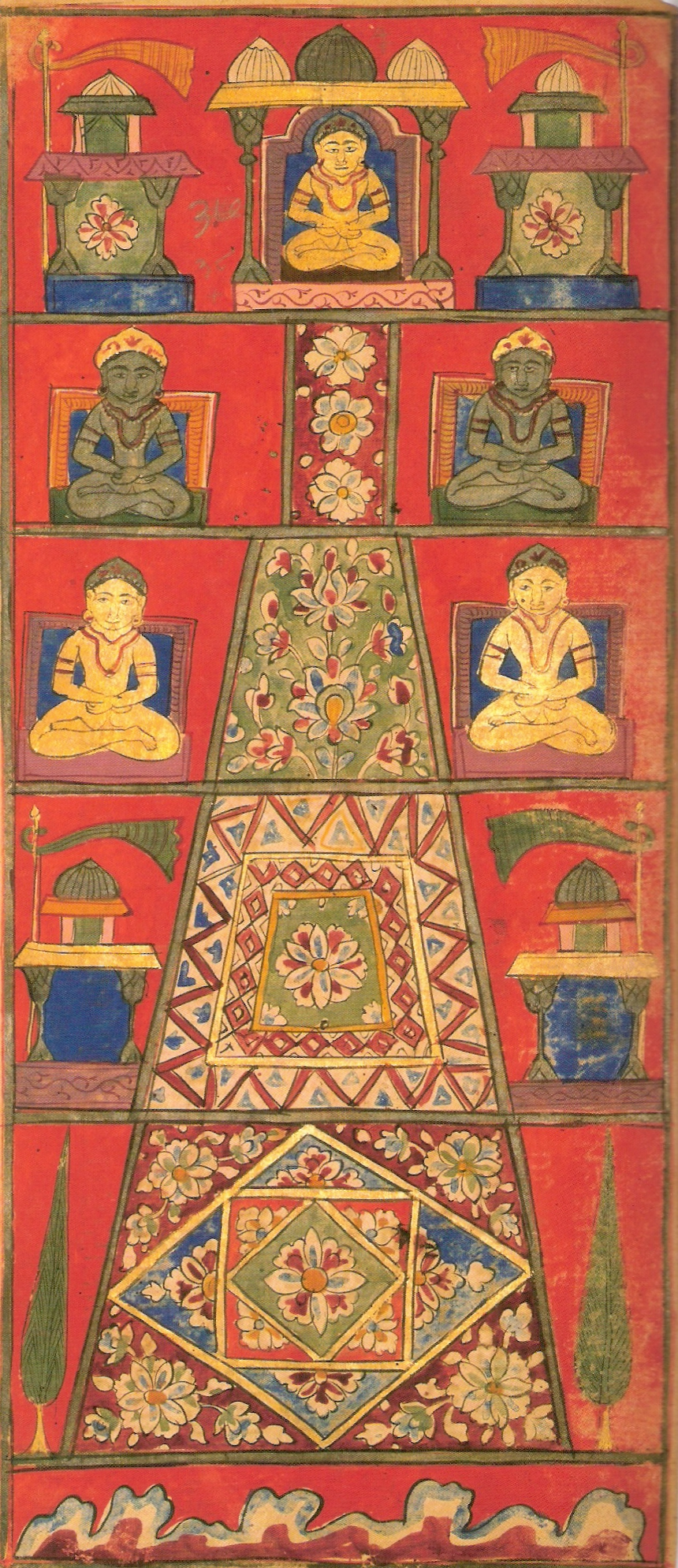
نقاشی کوه مرو - کیهان‌شناسی جین

در جین (دین)، قلمرو میانهٔ جهان، همانا جهان آدمیان است که به هیئت حلقوی از هشت قارهٔ محاط در دایره هشت اقیانوس تشکیل شده است و در مرکز اینان کوه مرو قرار دارد.